# Henry Courtenay Fenn
Henry Courtenay Fenn (publikációiban: H. C. Fenn) (1894. február 26. – 1978. július) amerikai építész, sinológus, buddhológus.

## Élete és munkássága
Henry Courtenay Fenn a protestáns misszionárius Courtenay Hughes Fenn fia volt. Gyermekkorát Kínában töltötte. Aktív közreműködő volt a Yale Egyetemen a kínai nyelvtan úgynevezett „Yale-rendszerének” kidolgozásában. Az 1940-es évek második felében a Yale Egyetem Távol-keleti Nyelvek Intézetében dolgozott George A. Kennedyvel, Gardner Tewksburyvel, Wang Fangyuvel és másokkal együtt

### Főbb művei
- Songs from Hypnia, 1915
- A Syllabus of the History of Chinese Civilization and Culture, 1929, 1941
- Beginning Chinese, 1946
- Chinese characters easily confused, 1953
- Chinese dialogues, 1953
- Speak Mandarin. Yale University Press, New Haven, Conn., 1967
- Introduction to Chinese Sentence Structure